# Jihlava
Jihlava (pronunciado /ˈjɪɦlava/ (escucharⓘ); en alemán: Iglau, pronunciado /ˈiːɡlaʊ̯/ⓘ) es una ciudad checa de 51.079 habitantes, capital de la Región de Vysočina, en la parte central del país. Su término municipal está atravesado por la frontera entre las regiones histórico-naturales de Bohemia y Moravia, así como por el río Jihlava. Hasta 1946 fue un enclave lingüístico germanoparlante en pleno territorio de habla checa.

## Emblema
En el escudo de armas de la ciudad figura el león de Bohemia y un erizo, ya que en alemán el río Jihlava se llama Igel, que significa erizo.

## Historia
La primera mención escrita, de 1233, hace referencia a un asentamiento eslavo en un vado del río Jihlava. Mas el posterior descubrimiento de yacimientos de plata incitaron al rey Venceslao I de Bohemia a establecer una plaza fuerte en un promontorio cercano en 1240, la cual fue poblada principalmente por colonos alemanes. Fue así como se creó un enclave germano en tierras checas, que permanecería inasimilado hasta el s. XX. En 1249, el mismo rey concedió a Jihlava la carta de ciudad.
Durante el siglo siguiente, Jihlava contribuyó de manera importante al desarrollo del derecho de minas con la publicación del Jus regale montanorum, obra jurídica que sirvió de inspiración al derecho minero en toda Europa. Además, en 1345, se fundó en Jihlava el Tribunal Superior de Minas, con jurisdicción sobre toda la Corona Checa.
Durante las guerras husitas, Jihlava permaneció fiel al papado y resistió todos los intentos de conquista de los rebeldes. Finalmente, en 1436, se firmó la Compactata de Basilea, reconciliación religiosa entre husitas y católicos, en la misma plaza mayor de la ciudad.
Jihlava no dejaría de ser escenario de distintos conflictos a lo largo de los siglos: Durante la guerra de los Treinta Años, fue ocupada por los luteranos suecos, quienes la transformaron en una fortaleza barroca de bastiones avanzados. Posteriormente fue invadida por los prusianos en la Guerra de Sucesión Austriaca y por franceses y bávaros, conjuntamente, en el marco de las contiendas napoleónicas. Aun así, su desarrollo continuó y, en 1864, Jihlava fue proclamada ciudad estatutaria.
En el s. XX, la acentuación del conflicto germano-checo traería consecuencias importantes para una Jihlava de mayoría alemana. La ciudad no fue anexionada directamente al III Reich, como otras regiones Sudetes, quedando dentro del Protectorado de Bohemia y Moravia, pero las escuelas checas fueron clausuradas progresivamente. Por otro lado, los judíos jihlavenses no quedaron exentos de la persecución física y su sinagoga fue incendiada. En 1945, a la liberación de la ciudad siguió la expulsión de la mayoría de sus habitantes y su sustitución por checos étnicos.
Estos dramáticos acontecimientos no evitaron que en 1949 la ciudad resurgiera como capital de la Región de Jihlava. Dicha división administrativa fue abolida en 1960, siendo englobada Jihlava en la nueva región de Moravia Meridional, con capital en Brno. Sin embargo, en 2000, la capitalidad fue restaurada sobre la región ahora denominada Vysočina.

## Monumentos

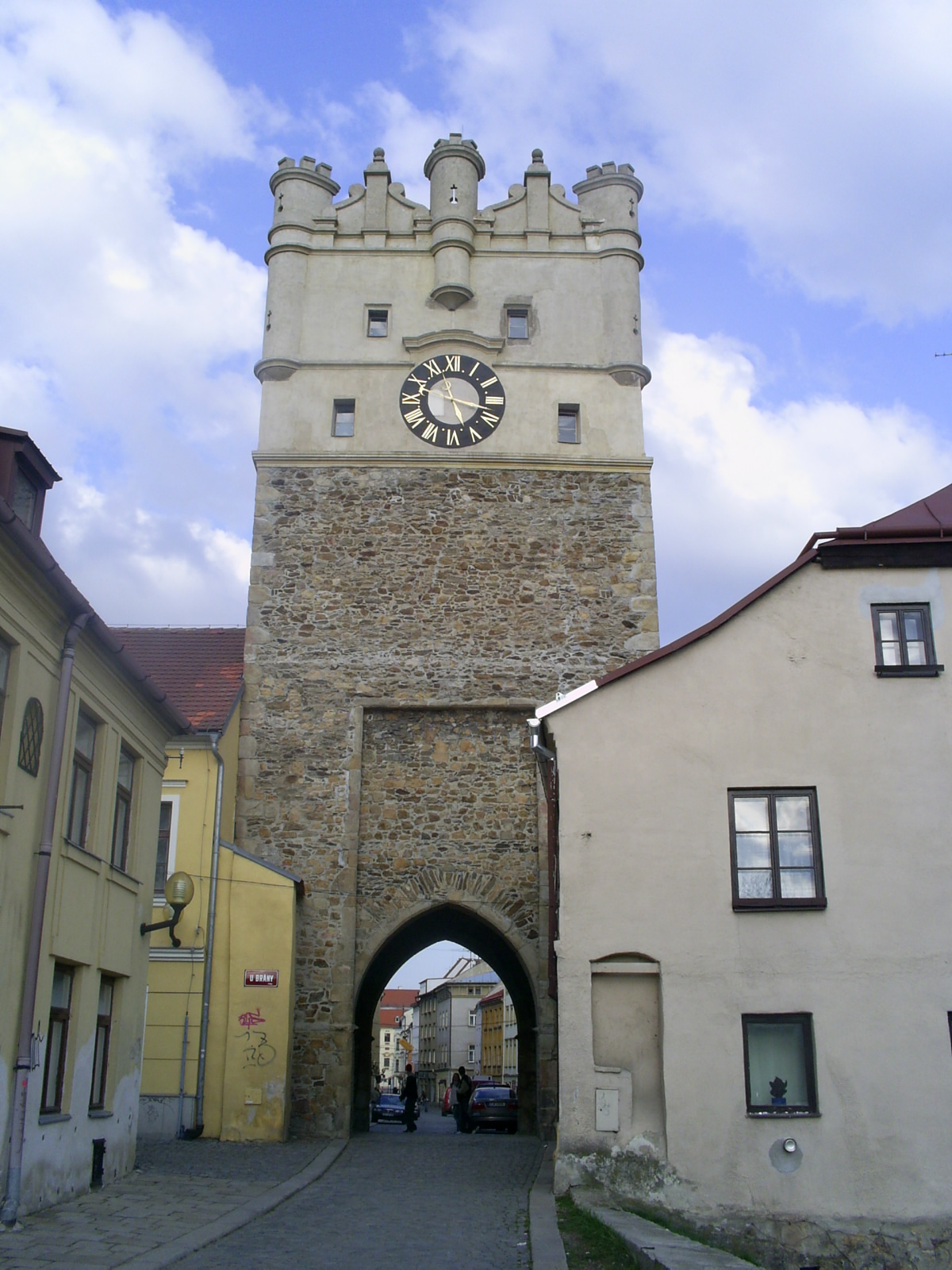
Puerta de la Madre de Dios.

- El centro histórico de la ciudad está declarado Reserva Monumental Urbana y en él se pueden encontrar edificaciones de distintos estilos arquitectónicos. En la plaza mayor o plaza Masaryk, destaca la Columna de la Peste, de 1690.
- Las catacumbas de Jihlava, por su longitud (25 km) y extensión (50 000 m²), constituyen el segundo laberinto subterráneo más grande de la República Checa, después del de Znojmo. Se empezaron a construir en el s. XIV y sus túneles están excavados en la roca, incluso a varios niveles superpuestos, a una profundidad de 2 a 14 m. Como dato curioso, uno de los pasadizos muestra una extraña luminiscencia, para la cual se han establecido distintas hipótesis. La más aceptada afirma que, durante la 2.ª Guerra Mundial, las paredes de este tramo fueron cubiertas con pintura fosforescente.  Otras achacan este fenómeno a lo paranormal. En la actualidad, la mayor parte de las catacumbas ha sido reforzada y 10 km están abiertos al público.
- La muralla, levantada a partir del s. XIII, disponía inicialmente de una pared interna de 6 m de altura, un foso de 7 m de profundidad, algunos bastiones y cinco puertas (de los que sólo se ha conservado la Puerta de la Madre de Dios vid. infra). Por la parte superior de la muralla corre un pasillo circundante, abierto al público, que ofrece buenas vistas de la ciudad.
- La Puerta de la Madre de Dios constituye un símbolo típico de la ciudad. Su surgimiento data de mediados del s. XIII, aunque ha sido renovada y reestilizada varias veces, en el gótico, en el renacimiento, en 1853 (en el que se le añadió un reloj) y, finalmente, en 1995. Actualmente está abierta al público, y acoge un pequeño museo sobre minería y el mundo subterráneo de Jihlava.

## Economía
La actividad industrial más importante de Jihlava es la producción metalúrgica y de maquinaria, seguida de la vitrocerámica, alimentaria, maderera, peletera y textil.

## Transporte
Jihlava tiene acceso a la autopista que une Praga con Brno. Además, enlaza con Viena por carretera de primera. También está comunicada por una línea de ferrocarril regional electrificado. Por lo demás, dispone de un aeródromo, no pavimentado. En lo que respecta al transporte urbano, Jihlava tiene una red de trolebuses, que sustituyó en su día a los tranvías.

## Educación
La institución educativa de mayor rango de la ciudad es la Escuela Superior Politécnica de Jihlava.

## Personalidades
- Gustav Mahler (1860-1911), compositor y director de orquesta, nació en un pueblo de las proximidades, Kaliště, pasando después su infancia en Jihlava.

## División catastral

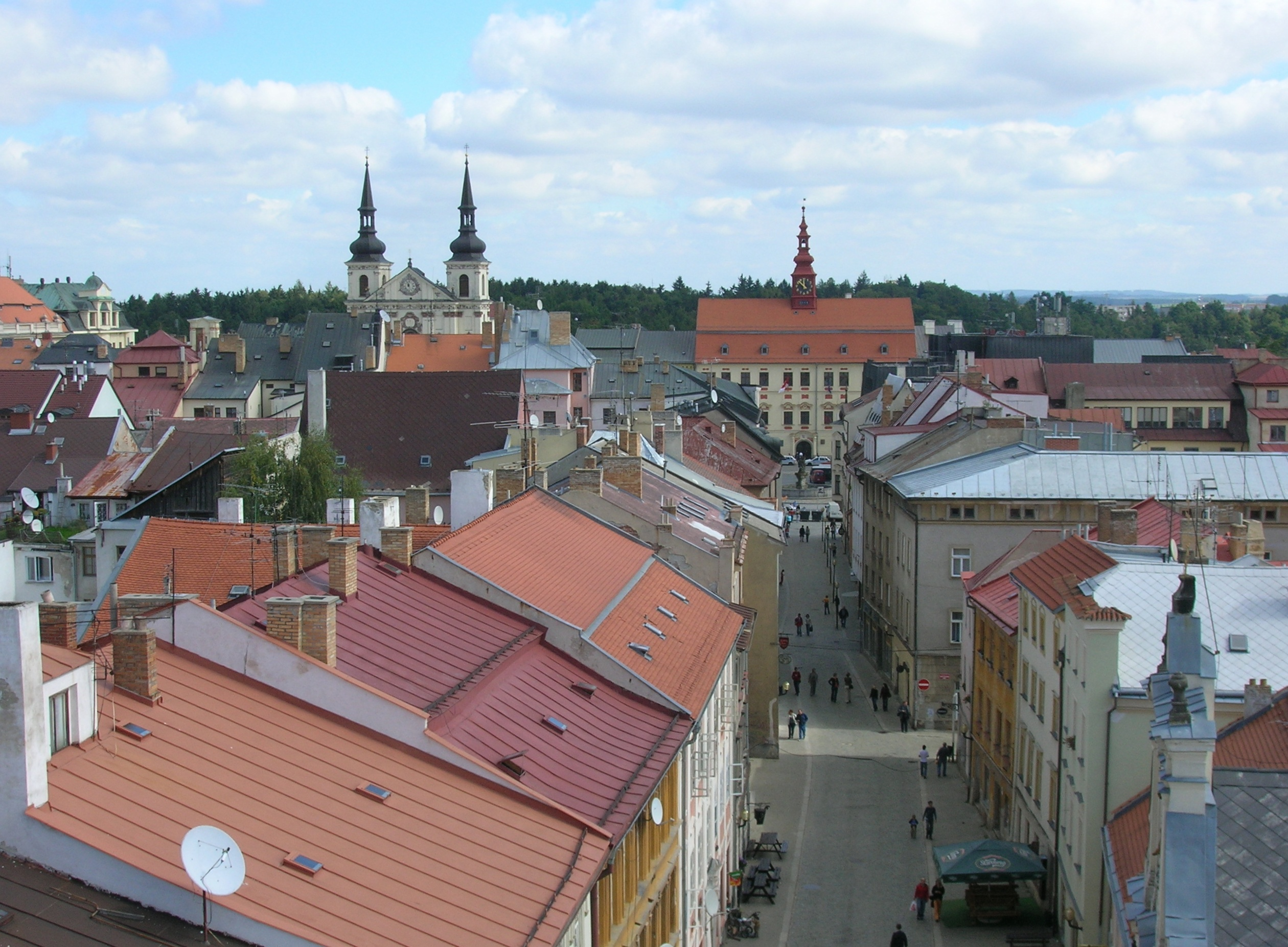
Vista desde la Puerta de la Madre de Dios.

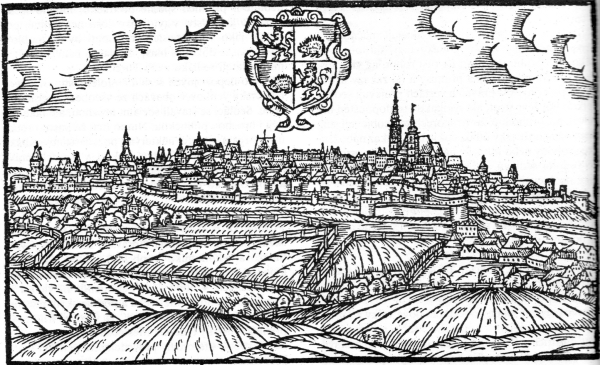
Grabado del.

- En la parte morava: Helenín, Henčov, Horní Kosov, Hosov, Hruškové Dvory, Jihlava, Kosov u Jihlavy, Pančava, Pístov u Jihlavy, Popice u Jihlavy, Sasov, Vysoká u Jihlavy
- En la parte bohemia:  Antonínův Důl, Bedřichov u Jihlavy, Heroltice u Jihlavy, Pávov, Staré Hory, Zborná.

## Ciudades hermanadas
- Eilenburg ( Alemania)
- Heidenheim ( Alemania)
- Purmerend ( Países Bajos)